# Casa di moda
Una casa di moda (o maison o fashion house) è un'impresa che si dedica al disegno industriale e alla progettazione di accessori e vestiti prodotti all'interno delle influenze culturali e sociali di un periodo specifico.
In particolare dalla seconda metà del 1900, si è verificato un aumento esponenziale del numero di tali imprese, in concomitanza con lo sviluppo del settore imprenditoriale della moda.